# Clarias meladerma
Clarias meladerma es una especie de pez de la familia Clariidae en el orden de los Siluriformes.

## Morfología
• Los machos pueden llegar alcanzar los 35 cm de longitud total.

## Distribución geográfica
Se encuentra desde el río Mekong hasta Indonesia y Filipinas.